# Halloween : La Nuit des masques
Vous lisez un « bon article » labellisé en 2008.
Pour les articles homonymes, voir Halloween (film, 2007), Halloween (film, 2018) et Halloween (homonymie).
Série Halloween
Halloween 2
(1981)
Pour plus de détails, voir Fiche technique et Distribution.
Halloween : La Nuit des masques (Halloween), nommé simplement La Nuit des masques lors de sa première exploitation dans les pays francophones, est un film d'horreur américain réalisé par John Carpenter, sorti en 1978.
Ce long métrage est l'opus initial de la série de films Halloween. Le film met notamment en vedette Donald Pleasence et Jamie Lee Curtis. Celle-ci, alors âgée de 20 ans, verra sa carrière propulsée par la saga Halloween, à laquelle elle ne cessera de revenir jusqu'en 2022.
L'intrigue se déroule durant la nuit d'Halloween, alors que Michael Myers (Nick Castle et Tony Moran), un tueur ayant assassiné sa sœur à six ans et tout juste évadé de l'hôpital psychiatrique après quinze ans de détention, retourne dans sa ville, Haddonfield. Son psychiatre, le Dr Samuel Loomis (Donald Pleasence), conscient du danger que représente son patient, part à sa recherche. Vêtu d'un masque blanc, Michael sème effectivement la terreur dans plusieurs maisons, croisant notamment sur sa route la baby-sitter Laurie Strode (Jamie Lee Curtis).
La Nuit des masques est devenu l'un des films indépendants les plus rentables de l'histoire, avec un box-office de 47 000 000 $. Beaucoup de critiques ont loué la réalisation du film et l'ont rapproché de celui d'Alfred Hitchcock, Psychose (1960) car il ne contenait que peu d'images violentes ou gore,, l'angoisse tenant avant tout à la simple présence de Michael Myers — surnommé le croque-mitaine — ainsi qu'à l'ambiance imprégnée de suspense. Plusieurs de ses contempteurs se sont interrogés sur le message social et moral du film, avec des analyses (apologie du sadisme et de la misogynie, critique des mœurs des jeunes) qui ont toujours été rejetées par Carpenter.
Halloween : La Nuit des masques est, quatre décennies après sa sortie, considéré comme un classique du cinéma d'horreur, et comme l'un des films les plus influents de son époque, ce qui, en 2006, lui a valu d'être retenu par le National Film Registry comme un film « culturel, historique ou esthétiquement important ». Laurie Strode et Michael Myers sont devenus des précurseurs et d'importantes icônes du slasher. La bande-son, elle aussi signée Carpenter, est devenue aussi culte que le film lui-même.
Le film est suivi dans les années suivantes de deux nouveaux opus dans lesquels l'équipe d'origine reste très impliquée : Halloween 2, une suite directe, et Halloween 3 : Le Sang du Sorcier, une nouvelle histoire totalement indépendante. Le départ de Carpenter n'empêchera pas la production d'une longue série de suites et de relances de la franchise, avec des succès inégaux. En 2018, quarante ans après La Nuit des Masques, sort Halloween qui voit le retour de Carpenter à la production et à la composition ainsi que de Jamie Lee Curtis dans le rôle de Laurie Strode. Ce film se présente comme une nouvelle suite aux événements du premier volet, ignorant tous les épisodes précédents.

## Synopsis

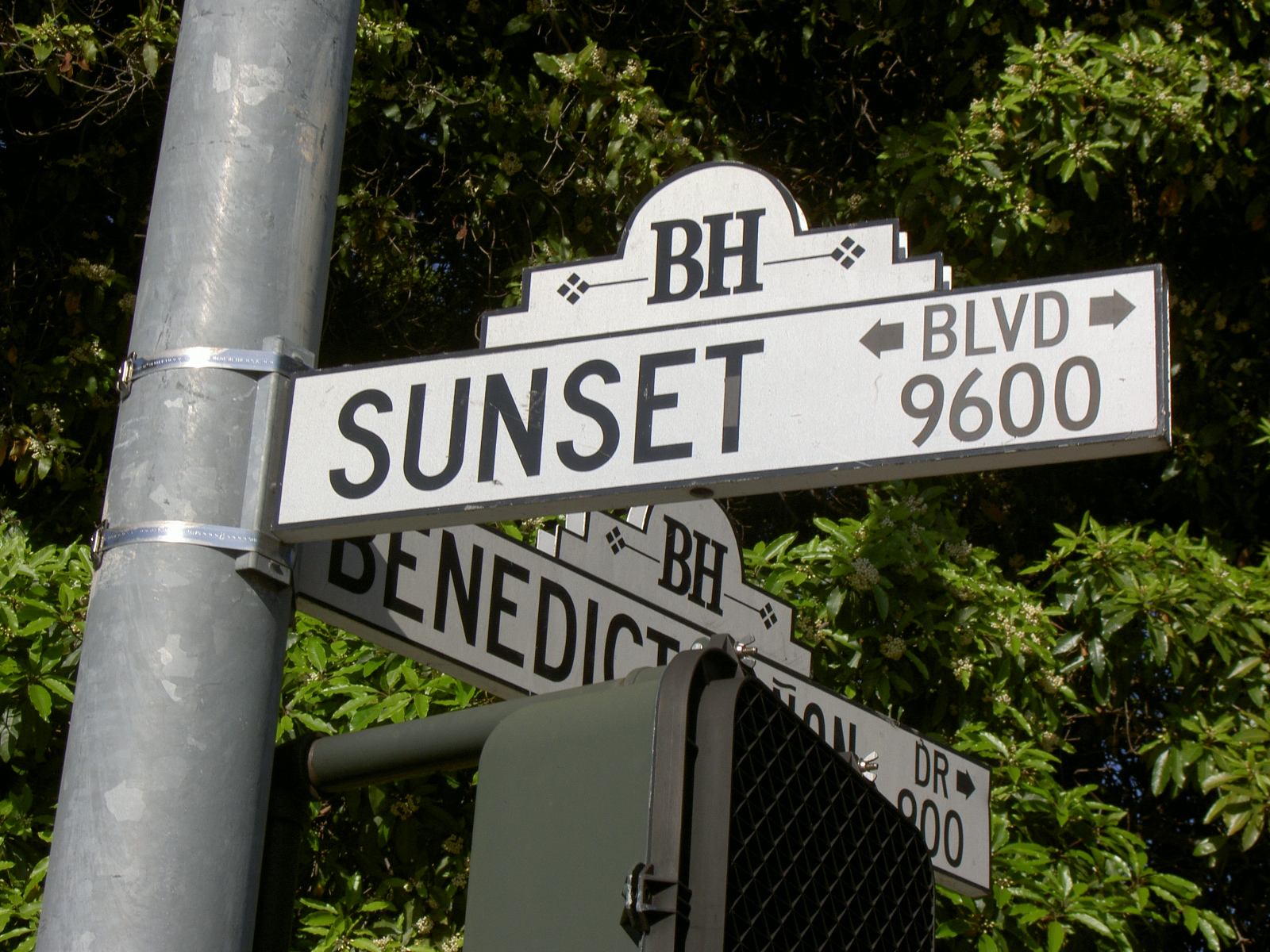
Sunset Boulevard, où a été tournée la fin du film.

Le 31 octobre 1963, à Haddonfield, petite ville de l'Illinois, pendant la nuit d'Halloween, le jeune Michael Myers alors âgé de six ans assassine sa sœur de seize ans, Judith, à coups de couteau de cuisine. Reconnu dément, il est interné durant quinze ans en hôpital psychiatrique jusqu'à sa majorité soit 21 ans, il devra alors être jugé pour son crime. Le 30 octobre 1978, alors qu'on le transfère en vue de son procès, il parvient à s'évader et retourne dans les lieux de son enfance. En route, il tue un dépanneur et lui vole sa combinaison de travail, ainsi que ses chaussures.
Son psychiatre, le docteur Samuel Loomis, tente désespérément de faire entendre à ses chefs à quel point Myers est dangereux, mais en vain. Seul, il se lance à la poursuite du criminel évadé jusqu'à Haddonfield.
Toute la journée, Myers suit un groupe de trois lycéennes, Lynda Van Der Klok, la pom-pom girl exubérante, Annie Brackett, la sarcastique, et Laurie Strode, la bonne élève. Il portera une grande attention à cette dernière. Laurie est la seule à le remarquer, même de loin, mais ses amies pensent qu'elle n'a plus les idées claires.
Le soir même, Annie et Laurie vont faire du baby-sitting dans deux maisons voisines. Pendant qu'elles s'y rendent, elles croisent le shérif Brackett, le père d'Annie, sur les lieux d'un cambriolage : dans un magasin, quelqu'un a volé une corde, des couteaux de cuisine ainsi qu'un masque. À ce moment, le docteur Loomis arrive et informe le shérif de la situation, mais il se montre un peu trop exalté pour être pris au sérieux.
Dans la soirée, après avoir confié la petite Lindsay Wallace à Laurie qui garde le jeune Tommy Doyle, Annie part chercher en voiture son petit copain Paul. Elle est alors égorgée par Myers qui s'était caché sur la banquette arrière. Peu après, Lynda et son copain Bob arrivent à leur tour chez les Wallace et profitent de ce que les lieux sont déserts pour y faire l'amour. Parti chercher de la bière, Bob est étranglé puis poignardé contre un mur et Lynda est étranglée avec le fil du téléphone alors qu'elle essaie de joindre Laurie.
Celle-ci, croyant à une mauvaise farce, se rend chez les Wallace et découvre les corps de ses trois amis, exposés dans une macabre mise en scène. Épouvantée, elle est blessée au bras par Myers et tombe dans les escaliers, se blessant à la cheville. Elle réussit néanmoins à s'échapper puis, revenue chez les Doyle, est attaquée à deux reprises par le tueur masqué qu'elle parvient à blesser à chaque fois. Mais l'homme semble invincible et se relève toujours.
Finalement, le docteur Loomis, alerté par les hurlements de Tommy et Lindsay, arrive sur les lieux alors que Laurie est en train de se faire étrangler par Myers. Elle parvient à lui retirer son masque, ce qui semble le déstabiliser pendant quelques secondes. Loomis profite de l'instant pour tirer six coups de feu sur son patient, le faisant reculer puis tomber par l'une des fenêtres du premier étage. Mais quand Loomis passe à son tour la véranda pour voir le corps de Michael Myers en contrebas, ce dernier a disparu.

## Fiche technique
Sauf indication contraire, les informations mentionnées dans cette section peuvent être confirmées par les bases de données cinématographiques IMDb et Allociné,  présentes dans la section « Liens externes ».
- Titre original : Halloween
- Titre français et québécois : La Nuit des masques ou Halloween : La Nuit des masques[4],[N 1]
- Réalisation : John Carpenter
- Scénario : John Carpenter et Debra Hill †
- Musique : John Carpenter
  - Orchestration : Dan Wyman
- Décors : Tommy Lee Wallace et Craig Stearns
- Maquillage : Erica Ueland
- Photographie : Dean Cundey
- Son : Joseph F. Brennan, Thomas Causey, William L. Stevenson
- Montage : Charles Bornstein et Tommy Lee Wallace
- Production : Debra Hill † et John Carpenter (non crédité)
  - Production déléguée : Moustapha Akkad (non crédité) et Irwin Yablans
  - Production associée : Kool Marder
- Sociétés de production : Falcon International Pictures, Falcon International Productions, présenté par Compass International Pictures
- Sociétés de distribution :
  - États-Unis : Aquarius Releasing (Côte Est) ; Compass International Pictures ; Mid-America Releasing (réédition 1979) ; CineLife Entertainment (réédition 2020)
  - France : Warner-Columbia Film ; Opening Distribution (réédition 1999) ; Splendor Films (réédition 2018)
  - Canada : Les Films Astral Limitée
- Budget : 325 000 $[5],[6]
- Pays de production :  États-Unis
- Langue originale : anglais
- Format : couleur (Technicolor / Metrocolor) - 35 mm - 2,39:1 (Cinémascope / Panavision) - son Mono | Dolby Surround 7.1 (version remasterisé)
- Genre : épouvante-horreur (slasher), thriller
- Durée : 91 minutes ; 101 minutes (version longue TV aux États-Unis)
- Dates de sortie[7] :
  - États-Unis : 25 octobre 1978 (sortie limitée) ; 27 octobre 1978 (sortie nationale) ; 31 octobre 1978 (Festival international du film de San Diego) ; 5 novembre 1978 (Festival international du film de Chicago) ; 26 octobre 1979 (réédition) ; 31 octobre 1980 (2d réédition) ; 25 octobre 2012 (3e réédition, limitée) ; 31 octobre 2014 (Indie Memphis Film Festival)
  - France : janvier 1979 (Festival d'Avoriaz) ; 14 mars 1979 (sortie nationale)[8] ; janvier 1999 (Festival Travelling de Rennes) ; 27 octobre 1999 (réédition) ; 24 octobre 2018 (2e réédition, version restaurée)
  - Québec : 25 octobre 1978[4]
- Classification[9] :
  - États-Unis : Interdit aux moins de 17 ans (R – Restricted)
  - France : Interdit aux moins de 16 ans (lors de sa sortie en salle) ; Interdit aux moins de 12 ans (réévalué en 1999)[10]
  - Québec : 13 ans et plus (violence) (13+ / 13 years and over)[4]

## Distribution
- Jamie Lee Curtis (VF : Sylviane Margollé) : Laurie Strode
- Donald Pleasence (VF : Claude Dasset) : Dr Samuel Loomis
- Nick Castle : Michael Myers[N 2], la silhouette (the Shape en VO)
- Tony Moran : Michael Myers démasqué
- Nancy Loomis (VF : Maïk Darah) : Annie Brackett
- P. J. Soles (VF : Emmanuelle Bondeville) : Lynda Van Der Klok
- Charles Cyphers (VF : Michel Barbey) : shérif Leigh Brackett
- John Michael Graham (VF : Éric Legrand) : Bob Simms
- Brian Andrews : Tommy Doyle
- Kyle Richards : Lindsey Wallace
- Nancy Stephens (VF : Martine Messager) : Marion Chambers
- Will Sandin : Michael Myers enfant
- Arthur Malet (VF : Raoul Delfosse) : le gardien du cimetière
- Mickey Yablans : Richie
- Brent LePage (VF : Jackie Berger) : Lonnie Elam
- Adam Hollander : Keith
- Sandy Johnson : Judith Myers[N 3]
- David Kyle (VF : Éric Legrand) : le petit ami de Judith
- Peter Griffith (VF : Georges Aubert) : Morgan Strode, le père de Laurie
- Robert Phalen (VF : Jacques Thébault) : Dr Terence Wynn
- John Carpenter (VF : José Luccioni) : voix de Paul au téléphone (non crédité)
- Gabriel Cattand : le narrateur (uniquement en VF)

Version française réalisée par Lingua Synchrone ; direction artistique : Richard Heinz ; adaptation des dialogues : Anne Domela Nieuwenhuis

## Personnages
- Michael Myers : il commet son premier meurtre à l’âge de six ans sur sa propre sœur Judith. Il est alors enfermé au Smith’s Grove sanatorium, où il est placé sous la surveillance du Dr Samuel Loomis. Il parvient à s'évader lors d'une nuit d’orage. Michael rejoint alors sa ville natale, bien décidé à répandre la terreur dans la petite ville d'Haddonfield.
- Dr Samuel Loomis : c'est le psychiatre de Michael Myers depuis que celui-ci a été interné au Smith's Grove sanatorium. Après son évasion, Loomis s’empresse de prévenir du danger que représente son ancien patient maintenant en liberté. Durant la nuit d'Halloween, il cherche désespérément, avec l’aide du shérif Leigh Brackett, la trace de Michael Myers.
- Laurie Strode : c'est une jeune fille de 17 ans qui fréquente l'école secondaire Haddonfield High School. Elle a deux amies de son âge : Annie Brackett, fille du shérif, et Lynda Van Der Klok. Toutes les trois résident dans la banlieue d'Haddonfield, dans l'Illinois. Le soir d'Halloween, alors qu'elle passe la soirée à faire du baby-sitting, la jeune femme est prise pour cible par Michael Myers.
- Annie Brackett : c'est la fille du shérif et l'une des amies de Laurie Strode. Tout comme son amie, elle passe la soirée d'Halloween à faire du baby-sitting. Mais elle décide de confier la garde de sa petite voisine, Lindsey Wallace, à Laurie pour aller retrouver son petit copain. Elle est ensuite prise pour cible par Myers.
- Lynda Van Der Klok : Lynda est la deuxième amie de Laurie. La nuit d'Halloween, elle se rend avec Bob Simms, son petit copain, chez les Wallace pour retrouver son amie Annie. Constatant que la maison est vide, elle entreprend de faire l'amour avec son copain. Mais elle est aussi prise pour cible par Myers.
- Shérif Leigh Brackett : c'est le père d'Annie et le shérif de la ville d'Haddonfield. Quand le Dr Samuel Loomis le prévient qu'un dangereux psychopathe rôde dans la ville et pourrait s'en prendre à des innocents, le shérif décide de l'aider pour retrouver Myers.
- Bob Simms : c'est le petit ami de Lynda. La nuit d'Halloween, après avoir fait l'amour avec cette dernière, il part chercher des bières dans la cuisine. Mais il croise alors la route meurtrière de Myers.
- Tommy Doyle : c'est l'enfant dont Laurie doit s'occuper pendant la nuit d'Halloween, il a de la curiosité pour la légende du Croque-mitaine. Avec sa baby-sitter, il regarde un film d'horreur à la télévision et sculpte une citrouille. Peu après, alors que Laurie est poursuivie par Myers, Tommy part chercher de l'aide auprès des voisins.
- Lindsey Wallace : c'est la petite fille que doit garder Annie. Elle regarde elle aussi un film d'horreur quand Annie décide de l'emmener chez Laurie. Elle passe alors le reste de la soirée avec Laurie et Tommy. Après l'intrusion de Myers dans la maison, elle part avec Tommy chercher de l'aide.
- Marion Chambers : c'est l'infirmière qui est chargée de prendre en charge Michael Myers pour le conduire à son procès, elle est accompagnée du docteur Loomis. Au sanatorium, elle se fait agresser par Myers avant de se faire voler sa voiture.

## Production

### Développement

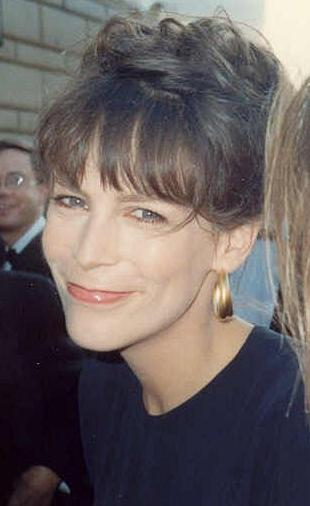
Jamie Lee Curtis, interprète de Laurie Strode

Après avoir visionné Assaut (1976) de John Carpenter au Festival du Film de Milan, les producteurs de films indépendants Irwin Yablans et Moustapha Akkad ont sollicité le réalisateur pour tourner un film à propos d'un tueur psychotique qui s'en prend à des gardiennes d'enfants. Dans une interview Yablans a déclaré : « je voulais faire un film d'horreur qui ait le même impact que L'Exorciste ». John Carpenter et sa petite amie d'alors Debra Hill commencent à écrire le synopsis du film provisoirement intitulé The Babysitter Murders, mais Carpenter affirme à Entertainment Weekly qu'il changera alors le titre en Halloween pour correspondre à la date où se déroulait l'histoire.
Akkad avança 325 000 dollars US pour la production du film, montant considéré comme faible à l'époque (même si Assaut avait été produit avec seulement 100 000 dollars US),. Akkad était inquiet pour la réussite du film, au petit budget, réalisé par un cinéaste encore sans expérience. Pourtant il déclare : « Carpenter a écrit une histoire excellente pleine de suspense. Il avait confiance dans le projet, cela m'a suffi. » Carpenter a reçu 10 000 dollars US pour diriger, écrire et composer la musique, avec en prime 10 % de bénéfices sur les recettes du film.

### Scénario
À l'exception de menues suggestions de Yablans, lui et Akkad ont accordé à Carpenter et à Hill une grande liberté d'écriture du script, bouclé en trois semaines. Dans un premier temps, Yablans proposa par exemple que le script soit structuré comme une émission radiophonique.
Hill a écrit la plupart des dialogues entre filles, alors que Carpenter s'occupait du docteur Loomis et de Michael Myers. De nombreux détails du script ont été tirés de l'adolescence et du début de carrière du couple. La ville fictive de Haddonfield, dans l'Illinois fait référence au New Jersey (Haddonfield, New Jersey) où Hill a grandi, et la plupart des noms des rues ont été empruntés par Carpenter à sa ville natale de Bowling Green, Kentucky. Laurie Strode est le nom d'une vieille amie du réalisateur et Michael Myers était le nom d'un producteur anglais. Avec Halloween : La Nuit des masques, Carpenter rend hommage à Alfred Hitchcock avec deux personnages qui apparaissent dans ses films : Tommy Doyle est le nom du Détective joué par Wendell Corey dans Fenêtre sur cour (1954) avec James Stewart et Grace Kelly, et le docteur Loomis le nom du personnage joué par John Gavin, le petit ami de Marion Crane (interprété par Janet Leigh qui est également la mère de Jamie Lee Curtis) dans Psychose.

### Choix des interprètes

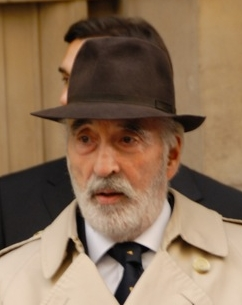
Christopher Lee avait refusé le rôle du docteur Loomis. Il regrettera par la suite sa décision.

En raison de son maigre budget, Halloween ne pouvait pas engager de star déjà établie. Seul Donald Pleasence avait une certaine notoriété à l'époque du tournage. Il avait déjà interprété l'ennemi implacable de James Bond, Ernst Stavro Blofeld, dans le cinquième opus de la saga d'espionnage, On ne vit que deux fois (1967). Le rôle du docteur Sam Loomis a d'abord été proposé à Peter Cushing et Christopher Lee, qui l'ont tous deux refusé en raison du maigre salaire. Plus tard, Lee regrettera sa décision et dira que ce fut la « plus grande erreur de toute sa carrière ». Donald Pleasence — troisième choix de Carpenter — accepta tout de suite sur le vif conseil de sa propre fille qui avait beaucoup aimé Assaut lors de sa diffusion en Grande-Bretagne.
Pour le rôle de Laurie Strode, Carpenter choisit une quasi inconnue, Jamie Lee Curtis, fille de Tony Curtis et Janet Leigh, qu'il avait remarquée dans un épisode de la série Operation Petticoat, pour son physique « androgyne ». Dans une interview, Carpenter admet que « Jamie Lee n'était pas le premier choix pour Laurie. Je ne savais pas qui elle était ». Le réalisateur voulait Anne Lockhart, la fille de June Lockhart. Cependant, l'actrice avait d'autres projets et ne pouvait pas participer au tournage. Debra Hill suggéra Jamie Lee car elle était la fille de la star Janet Leigh, « je savais que Jamie Lee Curtis attirerait le public parce que sa mère est l'héroïne de Psychose. ». Halloween lança ainsi la carrière de la jeune actrice, qui tournait ici son premier film.
Une autre actrice relativement inconnue, Nancy Kyes (créditée dans le film comme Nancy Loomis) a été choisie pour interpréter l'amie de Laurie, la fille du shérif d'Haddonfield interprétée par Charles Cyphers. Kyes avait joué dans Assaut. L'autre amie de Laurie, Lynda, est interprétée par P. J. Soles, déjà vue dans Carrie au bal du diable (1976) de Brian De Palma.
Pour le rôle de Michael Myers, trois acteurs se sont partagé le rôle : Nick Castle pour les principales apparitions du personnage, Tony Moran pour la scène où Myers est démasqué et Will Sandin pour la scène d'introduction où Michael Myers n'est encore qu'un enfant.
Pleasence a reçu le salaire le plus élevé soit 20 000 $ et Jamie Lee Curtis 8 000 $. Quant à Nick Castle il a touché 25 $ par jour.

### Tournage
Halloween a été tourné en 21 jours, de mars à mai 1978, dans le sud de Pasadena et la Sierra Madre en Californie. Une maison abandonnée appartenant à une église a été choisie pour figurer la maison de Michael Myers. Deux maisons sur Orange Grove Avenue (près de Sunset Boulevard) à Hollywood ont été utilisées pour le point culminant du film. Bien qu'il dispose d'un budget relativement faible, John Carpenter décide de tourner le film au format 2.35 pour obtenir un format cinéma plus large.

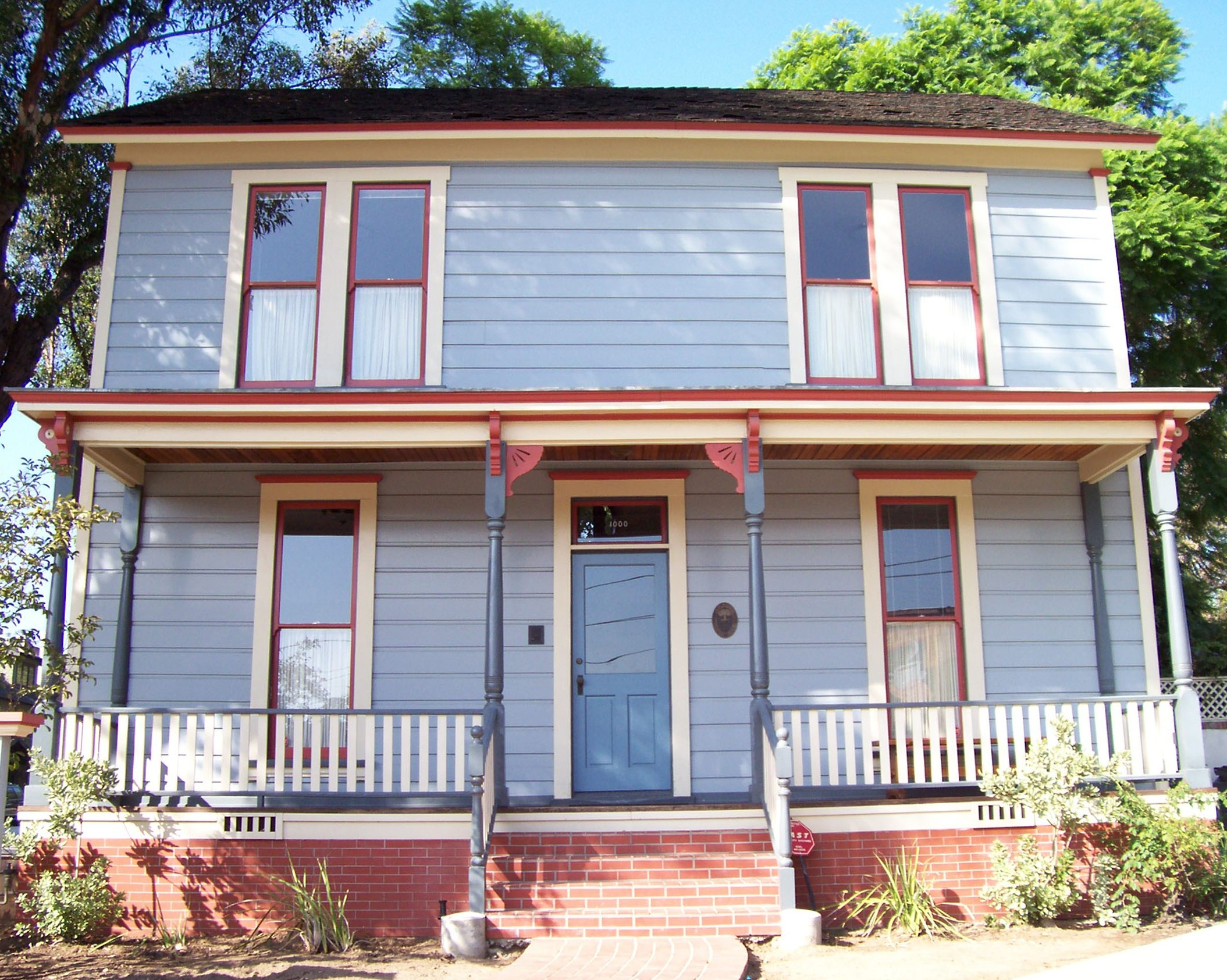
La maison utilisée dans le film à Mission Street (Pasadena)

John Carpenter demande à son ami d'alors, Tommy Lee Wallace, futur scénariste et réalisateur du troisième opus Halloween 3 : Le Sang du sorcier, d'officier sur le film en tant que directeur artistique. Sa première tâche est de trouver un masque approprié pour le tueur masqué Il déclare : « L'idée était d'obtenir un aspect très humain. Dans un premier temps, j'ai proposé un masque de clown mais nous n'étions pas totalement convaincus » Il décide alors d'acheter un masque du capitaine Kirk de Star Trek et le transforme pour ne plus avoir la ressemblance avec l'acteur interprétant le capitaine Kirk, William Shatner. Pour ce faire, il élargit les yeux, peint le visage en blanc et teint les cheveux.
Pour réaliser la scène d'introduction, tournée en caméra subjective, Debra Hill révèle que chaque détail devait être très précis, comme la luminosité ou la disposition des objets et des meubles, pour obtenir des plans très élaborés. Le budget du film ne permettant pas d'avoir des costumes conçus spécialement pour le film, les acteurs doivent alors utiliser leurs propres vêtements dans le film. Les enfants présents à l'écran ainsi que les voitures qui y apparaissent appartiennent principalement à l'équipe de production. L'équipe a eu beaucoup de mal à trouver des citrouilles et des feuilles mortes au printemps. Ces accessoires durent être réutilisés plusieurs fois dans différentes scènes du film.
L'historien Nicholas Rogers relève que les critiques affirment que la réalisation de John Carpenter a fait d'Halloween un succès retentissant. Roger Ebert remarque également : « il est facile de créer la violence au cinéma, mais c'est dur de bien le faire. Carpenter est très habile, par exemple, à l'utilisation de premiers plans qui comme chacun le sait : les premiers plans sont des plans qui sont cruciaux ».
Le Jack-o'-lantern, placé sur un fond noir durant le générique de début, établit l'état d'esprit qui perdurera durant le film entier. La caméra se déplace lentement sur les yeux d'un Jack-o'-lantern tandis que les noms défilent.
Yablans déclare que « le public ne devrait pas voir quoi que ce soit. Ils ont vu ce qui leur fait peur ». Carpenter a apparemment suivi les conseils de Yablans sur de nombreux tournages. Le réalisateur n'est pas le premier à utiliser cette technique. Dans Psychose, la première scène fait du spectateur un voyeur. « Nous sommes forcés de rentrer au plus profond de l'action » dira Tellotte, un autre historien.
Lors de la scène d'ouverture, c'est la productrice Debra Hill qui joue le rôle de Michael Myers, car le jeune acteur Will Sandin n'est pas disponible ce jour-là, il apparaît uniquement dans la scène où l'acteur qui joue le rôle de son père lui retire son masque.
Cette même séquence n'est d'ailleurs pas sans partager de troublantes ressemblances (dans sa mise en scène comme dans sa configuration) avec une scène vers la fin du film Mariage réalisé par Claude Lelouch en 1974 où un couple vieillissant en crise interprété par Bulle Ogier et Rufus est également traité par un long plan séquence en caméra subjective évoquant ce dernier hésitant un instant à rejoindre sa femme après une absence prolongée.

### Postproduction
On peut relever quelques faux raccords dans le film :
- Durant toute la scène d'ouverture :
  - Entre le moment où Judith et son petit copain montent dans la chambre pour avoir un rapport sexuel et celui où le jeune homme redescend les escaliers, le tout en un plan continu, il ne s'écoule qu'une minute et vingt-cinq secondes.
  - Durant ce même plan continu, l'horloge de la cuisine indique 21 h 25 tandis que la pendule du salon, peu après, indique 21 h 40. Au passage, on peut apercevoir l'ombre de la caméra sur un coin de porte.
  - Lorsque Michael ramasse le masque de clown pour l'enfiler, les vêtements de Judith sont disposés différemment lors du Jump cut.
- Au moment où le Dr Loomis sort de la cabine téléphonique pour se diriger vers la camionnette abandonnée, on peut apercevoir un technicien dans le reflet de l'une des vitres de la cabine.
- Au moment d'inspecter le buisson, où Annie dit à Laurie « Il veut sortir avec toi ce soir ! », une petite fumée arrive par la gauche de l'image. Il s'agit de la fumée de la cigarette de John Carpenter. En effet le réalisateur a affirmé dans une interview qu'il lui arrivait de fumer trop près de l'objectif.
- Lorsque Laurie aperçoit Michael Myers à travers le linge dans le jardin, celui-ci disparaît au changement de plan alors que la jeune fille n'a pas détourné une seule fois le regard.
- Lorsque Laurie arrive à la maison des Doyle, la porte d'entrée est en bois blanc avec des carreaux en verre. Plus tard, pour la scène où elle lit une histoire à Tommy, la porte de la maison a changé, étant en bois plein.
- Lorsqu'Annie emmène Lindsey chez Tommy, celle-ci laisse la télévision allumée. Plus tard, quand Annie revient dans la maison pour chercher les clés de la voiture, la télévision est soudainement éteinte. De plus, quand elles sortent par la porte d'entrée, les gonds de celle-ci se trouvent côté gauche alors que, au moment où Annie rentre en sifflant, les gonds se situent côté droit.
- Lorsque Tommy aperçoit Michael Myers se diriger vers la porte de la maison des Wallace en portant le corps d'Annie, les jambes de cette dernière sont orientées vers le côté droit du tueur et sa tête vers le côté gauche. Au changement de plan, quand Myers monte le petit escalier, il porte le corps à contre-sens (les jambes à sa gauche et la tête à sa droite).
- Comme pour Judith et son copain, le rapport sexuel entre Bob et Lynda parait très bref. En effet celui-ci se termine au bout de 25 secondes (sans compter l'interruption due à la sonnerie du téléphone).
- Les crédits du générique de fin indiquent que Tony Moran incarne Michael à l'âge de 23 ans. Or si le personnage est âgé de 6 ans en 1963, il est censé en avoir 21 (et non 23) en 1978.

### Extraits de films
La caméra s'attarde de façon appuyée sur les programmes diffusés par la télévision, en cette nuit d'Halloween, lorsque Laurie commence sa nuit de baby-sitting. On y reconnaît sans difficultés le film de science-fiction Planète interdite, puis La Chose d'un autre monde dont John Carpenter réalisera le remake 4 ans plus tard.

## Bande originale
Une autre raison majeure du succès d'Halloween est sa musique, inspirée d'après Carpenter par celle du film Les Frissons de l'angoisse (1975) de Dario Argento. N'ayant pas une bande son symphonique, le film est composé au piano par le réalisateur John Carpenter. Carpenter a déclaré dans une interview, « je peux jouer sur n'importe quel clavier, mais je ne peux pas lire ou écrire une seule note. ». Le réalisateur affirma qu'il avait composé lui-même la musique mais qu'il avait reçu l'aide du compositeur Dan Wyman, un professeur à l'Université d'État de San José,.
Certaines chansons peuvent être entendues dans le film, l'une étant interprétée par Carpenter et ses amis qui ont formé un groupe appelé The Coupe DeVilles. La chanson est entendue quand Laurie et Annie sont dans la voiture. Une autre chanson, (Don't Fear) The Reaper interprétée par le groupe de hard rock Blue Öyster Cult est entendue dans le film.
L'album du film est sorti le 25 octobre 1978. Un autre album, avec des musiques supplémentaires, est, quant à lui, sorti le 21 octobre 1998 pour le 20e anniversaire du film.

## Accueil
La première d'Halloween s'est tenue le 25 octobre 1978 à Kansas City, Missouri, et quelques jours plus tard, à Chicago, Los Angeles et New York. Même si le film enregistre de bons résultats au box-office avec peu de publicité – principalement grâce au bouche à oreille – de nombreux critiques ont mal accueilli le film tandis que Tom Allen, du Village Voice, le défendait. Il saluait le travail de Carpenter et pointait les similitudes avec les films Psychose et La Nuit des morts-vivants de George Andrew Romero.

### Accueil critique
Depuis sa sortie, le film a reçu le plus souvent des critiques positives, et en 2014, il a été noté 96 % par le site Rotten Tomatoes. Cependant, Pauline Kael, critique cinglante du New Yorker, affirmait en 1978 que « Carpenter n'a pas de vie en dehors des films : on retrouve à l'écran les mêmes idées que les réalisateurs Alfred Hitchcock et Brian De Palma ». Tom Allen écrivait en 1979 : « Halloween est dans la même lignée que La Nuit des morts-vivants de George Andrew Romero et de Psychose […] Halloween est le meilleur thriller de l'année ». Beaucoup ont rapproché ce film de ceux d'Alfred Hitchcock, bien que TV Guide qualifie ces rapprochements – avec Psychose en particulier – de « stupides et sans fondement ».
Nicholas Rogers qualifie le film « d'encouragement au sadisme et à la misogynie ». Et il ajoute que certaines critiques féministes « ont vu les films slasher comme Halloween dégrader les femmes d'une manière décisive comme pornographiques ». Le critique John Kenneth Muir souligne que ce n'est que par simple chance que Laurie Strode réussit à repousser le tueur plusieurs fois, et si elle est sauvée dans Halloween et Halloween 2.

### Box-office
Le film engrange 47 000 000 de dollars aux États-Unis plus 23 000 000 de dollars supplémentaires à l'international. Il totalise ainsi 70 000 000 de dollars de l'époque. En France, il attire 283 934 spectateurs en salles. Halloween : La Nuit des masques est souvent considéré comme l'un des films les plus rentables de l'histoire du cinéma.
| Pays       | Box-office      |
| ---------- | --------------- |
| États-Unis | 47 000 000 $    |
| France     | 283 934 entrées |
| Mondial    | 70 000 000 $    |

## Distinctions
Sauf indication contraire, les informations mentionnées dans cette section peuvent être confirmées par les bases de données cinématographiques IMDb et Allociné,  présentes dans la section « Liens externes ».

### Récompenses
1979
- Festival international du film fantastique d'Avoriaz : Prix de la critique décerné à John Carpenter
- Los Angeles Film Critics Association : New Generation Award pour John Carpenter

2019
- Online Film and Television Association : inscription au temple de la renommée des meilleurs films de l'OFTA

2020
- The Guardian's Best Films : The Greatest Films of All Time - meilleur film d’horreur pour John Carpenter

2021
- Online Film and Television Association : inscription au temple de la renommée de la meilleure musique originale de l'OFTA

2023
- Online Film and Television Association : inscription au temple de la renommée des meilleurs personnages de l'OFTA pour Laurie Strode incarné par Jamie Lee Curtis

### Nominations
1978
- Festival international du film de Chicago : meilleur film pour John Carpenter.

1979
- Academy of Science Fiction, Fantasy and Horror Films - Saturn Awards : meilleur film d'horreur
- Festival international du film fantastique d'Avoriaz : nommé au Grand prix pour John Carpenter

### Conservation
En 2006, le film est sélectionné par le National Film Preservation Board pour conservation au National Film Registry de la Bibliothèque du Congrès, en raison de son apport « culturel, historique ou esthétique » à la culture américaine.

## Exploitation

### Éditions en vidéo
En France, le film Halloween : La Nuit des masques est sorti en DVD le 24 septembre 1999. Une édition pour le 30e Anniversaire est sortie en DVD le 17 octobre 2007. Avec l'arrivée du Blu-ray, une édition combo DVD / Blu-ray est sortie le 26 octobre 2011.
Le film est également sorti en VOD le 29 mars 2016.
Pour le 40e Anniversaire du film, une Édition Collector 40e Anniversaire est sortie en Blu-ray 4K Ultra HD le 22 octobre 2019.

### Produits dérivés
Peu de temps après la sortie d'Halloween en salles, le film a fait l'objet d'une novélisation par Curtis Richards (publié par Bantam Books en 1979 et réédité en 1982). Ce livre est actuellement épuisé. Le roman se concentre sur les origines du mal de Michael Myers. Le livre commence par : « L'horreur a commencé à la veille de Samhain, dans une vallée de brouillard dans le nord de l'Irlande, à l'aube de la race celtique… »
En 1983, Halloween est adapté en jeu vidéo sur Atari 2600. Dans ce jeu, nommé Halloween, aucun des noms des personnages du film n'est indiqués. Le joueur prend le rôle d'une jeune gardienne d'enfants. Le jeu n'a eu aucun succès,.
Plusieurs comics sont sortis aux États-Unis chez Devil's Due Publishing comme :
- Halloween: 30 Years of Terror (2008) (Stefan Hutchinson, Danijel Zezelj, Jim Daly, Tim Seeley, Jeff Zornow, Brett Weldele, Tom Mandrake)
- Halloween: The First Death of Laurie Strode (2008) (Stef Hutchinson et Jeff Zornow)
- Halloween: Nightdance (2007) #1-4 vol. (Stefan Hutchinson, Greg Capullo et Tim Seeley)

## Autour du film

### Version longue
Il existe deux versions de La Nuit des masques aujourd'hui. L'originale, d'une durée de 91 minutes, est la plus largement connue. Une autre version, connue sous le nom de Extended Cut (version longue), est la version qui fut diffusée en 1980 à la télévision sur la chaîne NBC, d'une durée de 101 minutes.
La chaîne NBC déboursa 4 000 000 de dollars US pour obtenir le droit de diffuser le film à la télévision. Après une discussion entre John Carpenter, Debra Hill et la NBC, certaines scènes ont été censurées lors de sa première télédiffusion. Pour combler le créneau de deux heures (coupures publicitaires incluses), Carpenter filma douze minutes additionnelles montrant le docteur Loomis jeune plaidant auprès d'un comité pour un encadrement plus strict de Michael Myers qu'il visite ensuite dans sa chambre en lui affirmant entre autres : « Tu les as dupés Michael, n'est-ce pas ? Mais pas moi. » Dans une autre scène, on retrouve Loomis quinze ans plus tard rejoignant la cellule désertée par un Michael en fuite et dont on découvre la porte barbouillée du mot Sister ("sœur") rayé rageusement.
Jamie Lee Curtis ayant opté à l'époque du tournage d'Halloween 2 pour une coupe nettement plus courte, la perruque qu'elle y portait pour être à peu près raccord avec le premier film fut abandonnée pour sa séquence additionnelle au profit d'une serviette de bain enroulée autour des cheveux (suggérant que le personnage avait pris un bain ou une douche pendant son escale chez elle).
Cette version est sortie en DVD sous le titre Halloween - Extended Cut en 2001. En 1998, pour le 20e anniversaire du film, la version sonore a été modifiée, avec l'approbation de John Carpenter. La version existe en VHS et DVD.

### Approximations
Les deux premiers longs métrages de John Carpenter, Dark Star (1974) et Assaut (1976) n'étaient pas exempts de défauts dans la réalisation. Ne disposant ici que d'un budget de 325 000 $ et d'une durée de tournage de vingt-deux jours, Carpenter et son équipe n'ont de même pu éviter certaines imperfections dans les prises de vues ou les raccords, causes de menues incohérences.
- Entre autres exemples, on découvre que le docteur Loomis n'a pas hésité à se garer sur une place réservée aux handicapés à l'institut Smith's Grove où il vient de sermonner le docteur Wynn.
- En observant plus attentivement, on remarque aussi que ni la poignée de la porte d'entrée de la maison Doyle ni ses fenêtres donnant sur la rue ne sont raccord en extérieur et en intérieur.
- Une des vitres de la porte fenêtre de la cuisine des Wallace devient soudain nettement plus opaque que les autres au moment précis où Laurie doit la briser pour dégager le râteau l'obstruant . Et pour cause : ce carreau est en fait un inoffensif morceau de sucre translucide.
- Échappant à un quart de seconde près à l'assaut du tueur dans cette même cuisine, Laurie dispose bizarrement d'assez de temps pour claudiquer en hurlant à tue-tête, trébucher dans le jardin, aller tambouriner à la porte des voisins et rejoindre enfin le perron des Doyle avant de voir son poursuivant sortir de la maison qu'elle vient justement de fuir.
- La voiture de l'institut psychiatrique découverte à quelques dizaines mètres de la maison Meyers par le docteur Loomis après plusieurs heures de garde paraît doublement improbable : on l'imagine en effet assez mal tarder autant à repérer un véhicule qui n'a d'ailleurs aucun motif de se trouver là, Michael Meyers l'ayant garé à mi-film devant chez les Doyle, plusieurs pâtés de maisons plus loin.
- Notant que Laurie habite assez près de la maison Myers pour y déposer les clés en s'y rendant à pied mais se fait conduire assez longuement en voiture par Annie à partir de chez elle jusqu'aux maisons Doyle et Wallace, on est également en droit de s'interroger sur la probabilité géographique et temporelle que le docteur Loomis rejoigne à pied et par hasard les victimes de son patient dément depuis la maison Meyers.
- On entrevoit enfin une dernière fois le couteau de Michael Myers abandonné près du canapé du salon Doyle avant le générique de fin après qu'il a servi pour son ultime attaque à l'étage.
- À la fin du premier opus, on voit le Dr Loomis tirer à 6 reprises sur Michael. Mais au début du 2e film, lors de la même scène, on entend très bien 7 détonations. Un comble pour un pistolet à 6 coups.

### Suites etremakes
La saga Halloween est composé de douze films.
Après la réussite de La Nuit des masques, une suite est envisagée. Halloween 2 sort ainsi trois ans après le premier en 1981. L'histoire débute à la fin du premier. Michael Myers, échappé de l'hôpital psychiatrique, poursuit sa demi-sœur, Laurie Strode, hospitalisée. John Carpenter refuse de réaliser cette suite, finalement confiée à Rick Rosenthal. John Carpenter officie toutefois comme producteur et scénariste (avec Debra Hill). Déçu du résultat, il retourne de nouvelles scènes et refait le montage.
Un an après Halloween 2, John Carpenter initie un troisième volet, intitulé Halloween 3 : Le Sang du sorcier. Le réalisateur et Debra Hill décident d'abandonner le personnage de Michael Myers. Le but étant de faire de la série des histoires toutes différentes, ayant comme seul point commun la fête d'Halloween. Le résultat au box-office (seulement 12 827 446 dollars, contre les 55 000 000 du film original) décidera du retour de Michael Myers.
En 1988 sort Halloween 4 : Le Retour de Michael Myers réalisé par Dwight H. Little. Le metteur en scène doit faire face au refus de Jamie Lee Curtis de reprendre son rôle de Laurie Strode. L'actrice refuse depuis le deuxième volet de tourner un seul film d'horreur. Dwight H. Little appelle alors en « renfort » Donald Pleasence pour le rôle du docteur Sam Loomis. Le film totalise 17 768 757 dollars au box-office.
Malgré ce score, c’est sans perdre de temps que le producteur Moustapha Akkad lance la mise en chantier de Halloween 5 : La Revanche de Michael Myers. L’intrigue est la suite directe des événements du quatrième volet. Réalisé par le Suisse Dominique Othenin-Girard, ce cinquième opus n'a pas le succès escompté (seulement 11 642 254 dollars). Le film est globalement décevant pour les fans car il ne tient pas compte de la fin du film précédent.
Six ans plus tard, Moustapha Akkad confie à Joe Chappelle la réalisation d'Halloween 6 : La Malédiction de Michael Myers. Tout comme les précédents, ce film n'est pas un succès (15 116 634 dollars au box-office).
En 1998, c'est d'après l'idée de Jamie Lee Curtis que naît Halloween, 20 ans après. L'actrice accepte de reprendre pour la troisième fois son rôle de Laurie Strode, devenue adulte et mère de famille, affrontant de nouveau son dangereux et increvable demi-frère. Considéré comme la suite directe d'Halloween 2, ce 7e film est un carton avec 55 004 135 dollars.
Le succès aidant, un huitième volet est tourné en 2002 intitulé Halloween: Resurrection. Jamie Lee Curtis reprend son rôle. Malgré une baisse au box-office, par rapport à Halloween, 20 ans après, le film est un succès avec 30 259 652 dollars.
Dans un premier temps, le studio Dimension Films envisage un nouveau film ayant pour trame une confrontation entre Michael Myers et Pinhead (le boogeyman de Hellraiser) dans un film reprenant le concept de Freddy contre Jason. À la suite des plaintes des fans, le studio a abandonné cette idée et s'est concentré sur l'idée d'un remake de La Nuit des masques. Oliver Stone s'y intéresse mais finalement s'attelle à la réalisation de World Trade Center. Le réalisateur de La Maison des 1 000 morts et de The Devil's Rejects, Rob Zombie se charge de prendre le relais. Il déclare : « Je pense que des histoires comme celle-ci peuvent être racontées à nouveau. Peu importe la qualité de l'original. Je pense qu'il y avait de nouvelles choses à faire avec celle-ci. » Le remake Halloween sort en 2007. Après sept suites, on aurait pu croire le filon épuisé. Or, ce film a été un gros succès en totalisant 80 253 908 dollars.
Rob Zombie réalise une suite en 2009, Halloween 2, avec dans l'idée cette fois de ne pas faire un simple remake d'Halloween 2 mais de réinventer la franchise.
Les producteurs décident par la suite de produire une nouvelle suite à La Nuit des masques, sortie en 2018, en ignorant les intrigues des précédentes suites. Produit par Blumhouse Productions, ce nouvel opus se veut comme un film anniversaire, sorti 40 ans après le tout premier film. Le film est très rentable au box-office. Une suite, Halloween Kills, sort en octobre 2021. Halloween Ends est prévu pour clore cette trilogie.

### Influence culturelle
Halloween a eu un impact considérable sur le cinéma à la hauteur de son succès commercial. Il a influencé de nombreux autres films, en particulier ceux relevant du genre de l'horreur. Bien que le film d'horreur canadien réalisé en 1974 par Bob Clark intitulé Black Christmas, ainsi que le giallo italien Torso réalisé en 1973 ait anticipé les techniques stylistiques rendues célèbres par Halloween, celui-ci est généralement considéré par les critiques comme le premier film de « slasher ». Des films comme Vendredi 13 ou Les Griffes de la nuit doivent leur succès à l'exploitation des thèmes et techniques mis à l'honneur dans Halloween,.